# Тиневичи (Кореличский район)
Тиневичи  (бел. Ціняві́чы) — деревня в Райцевском сельсовете Кореличского района Гродненской области Беларуси.

## Этимология
На довоенных картах название фигурирует с другим корнем «Цен-»: пол. Cieniewicze, рус. Ценевичи. Известна современная литовская фамилия Tenys, в ней основа Ten-, которая может быть и в двухосновных именах (как Ten-telas, от которого Центели). Так же сама от имени Tanys с основой Tan- топоним Таневичи.

## История
До 21 августа 1989 года деревня входила в состав Ворончевского сельсовета, до 28 сентября 1995 года — в состав Циринского сельсовета, до 4 апреля 2017 года — в состав Ворончанского сельсовета.
С 2011 года деревня стала площадкой строительства туристического комплекса «Белые Луга», названного по имени соседней деревни Белые Луга. Количество домов было увеличено, имеющиеся дома были отреставрированы.

## Население

### Численность
- 2019 год — 3 жителя

### Динамика
- 2019 год — 3 жителя (перепись населения)

## Достопримечательность
- Туристический комплекс «Белые Луга»[4]

## Галерея

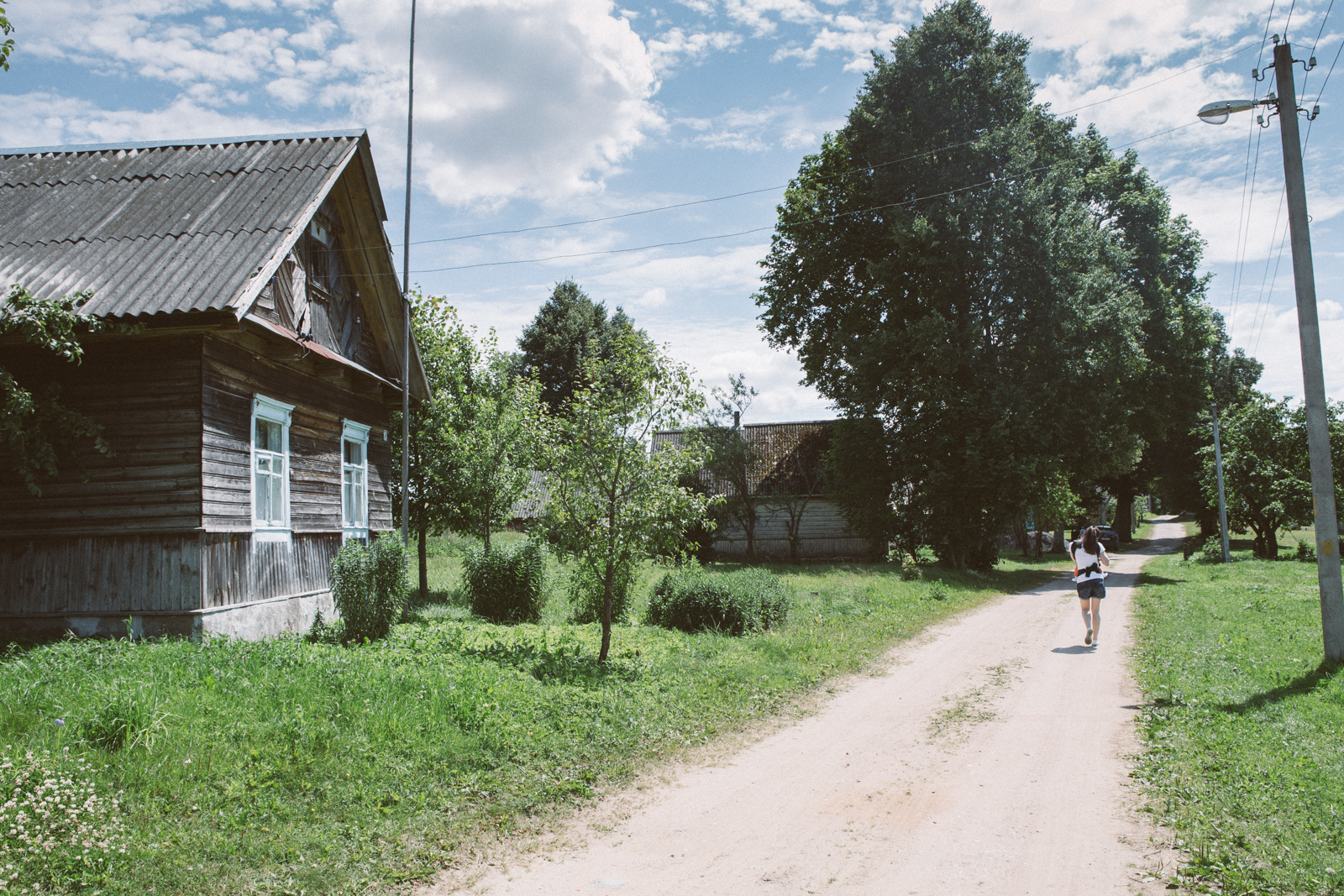
Тиневичи
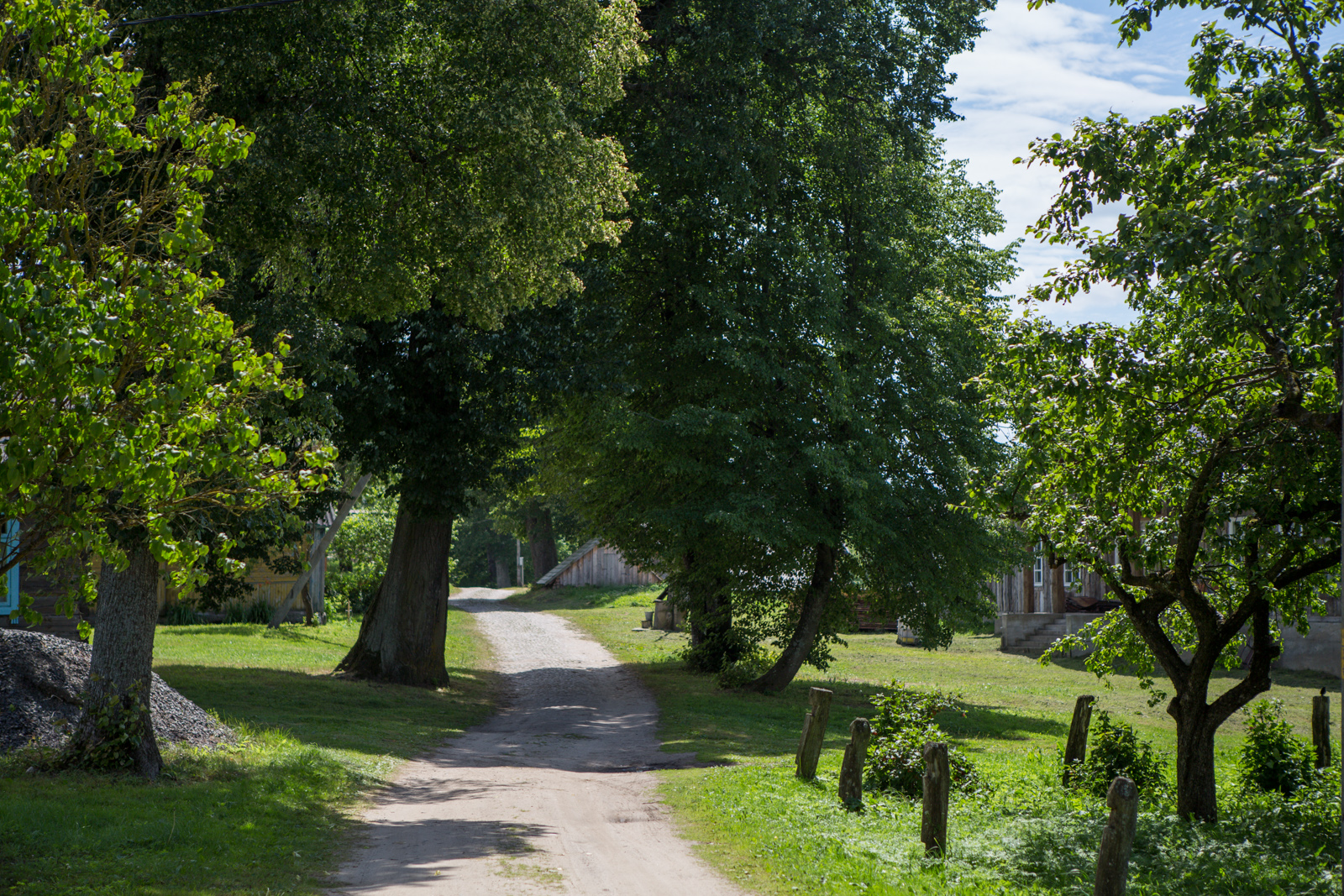
Тиневичи. Главная улица
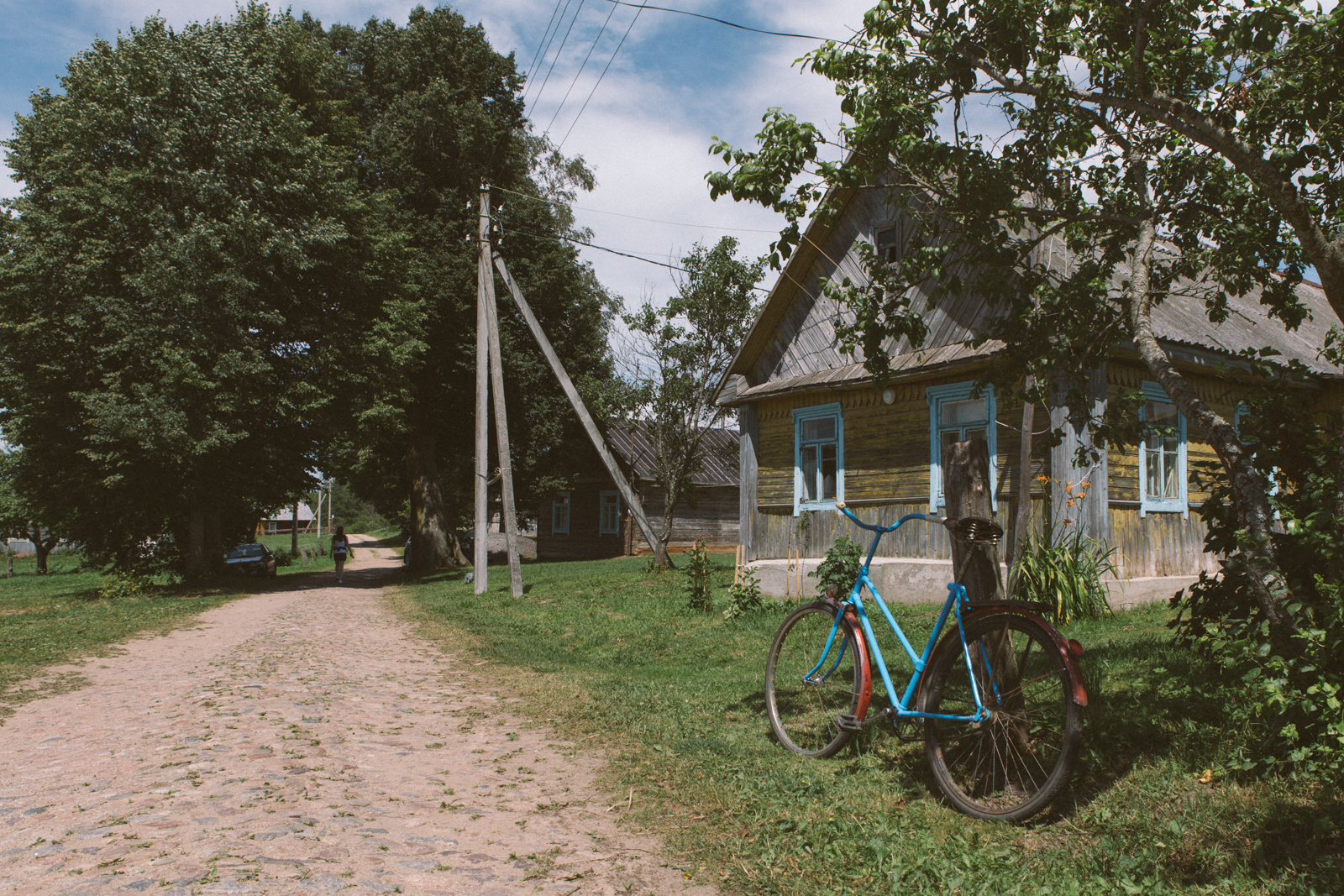
Центральная улица
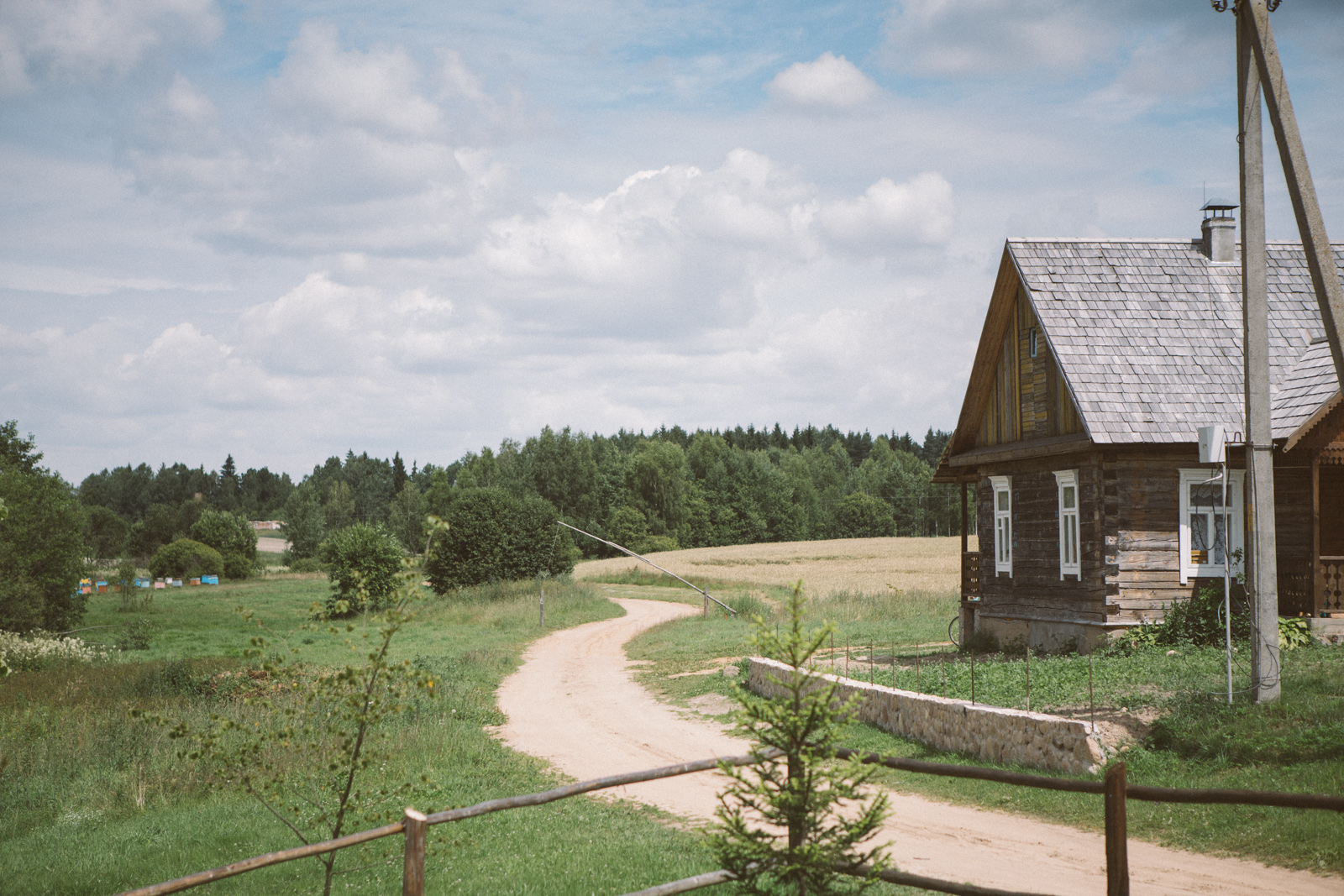
Тиневичи. Въезд в деревню